# Toughmart
Toughmart (franska: Toughmart (CR), Toughmart (Commune Rurale), arabiska: تيزي نتاست) är en kommun i Marocko.   Den ligger i provinsen Taroudannt och regionen Souss-Massa, i den centrala delen av landet, 400 km söder om huvudstaden Rabat. Antalet invånare är 8 484.